# Stomatopora geminata
Stomatopora geminata är en mossdjursart som beskrevs av William MacGillivray 1887. Stomatopora geminata ingår i släktet Stomatopora och familjen Stomatoporidae. Inga underarter finns listade i Catalogue of Life.